# بی‌پناه (فیلم ۱۹۸۵)
بی‌پناه (به هندی: Bepanaah) فیلمی هندی محصول سال ۱۹۸۵ و به کارگردانی جاگدیش سیدانا است. در این فیلم بازیگرانی همچون شاشی کاپور، میتون چاکرابورتی، پونام دیلون، راتی آگنیهوتری، سورش اوبروی، مادان پوری، قادرخان، شارات ساکسنا و ساتین کاپو ایفای نقش کرده‌اند.